# Musée national des arts de Lettonie
Le musée national des arts de Lettonie (en letton : Latvijas Nacionālais mākslas muzejs) présente la plus riche collection d'art national de Lettonie.  Il abrite plus de 52 000 œuvres d'art représentatives du développement de l'art dans la région Balte et en Lettonie du milieu du XIXe siècle à nos jours.  Il expose aussi des œuvres de d'art russe du XVIIe au XXe siècle.
Le musée occupe deux bâtiments historiques à Riga.  Le bâtiment du 10 rue K. Valdemara conçu par l'architecte germano-balte Vilhelms Neimanis (en allemand : Johann Wilhelm Carl Neumann) et fut construit en 1905. C'est le premier bâtiment de la Baltique conçu pour servir de musée.

## Galerie de photos

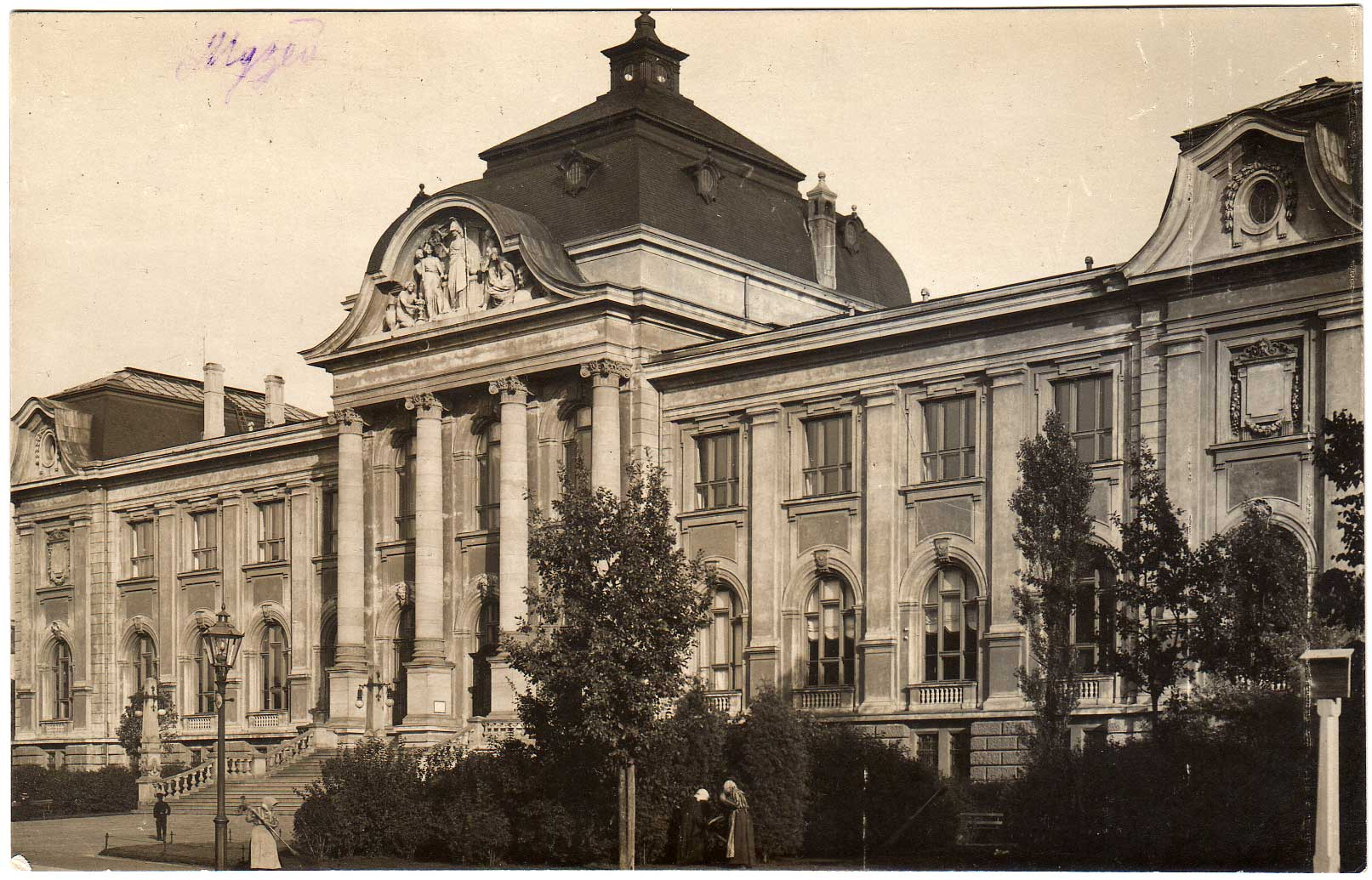
Le musée national des arts de Lettonie entre 1905 et 1915 sur une carte postale.
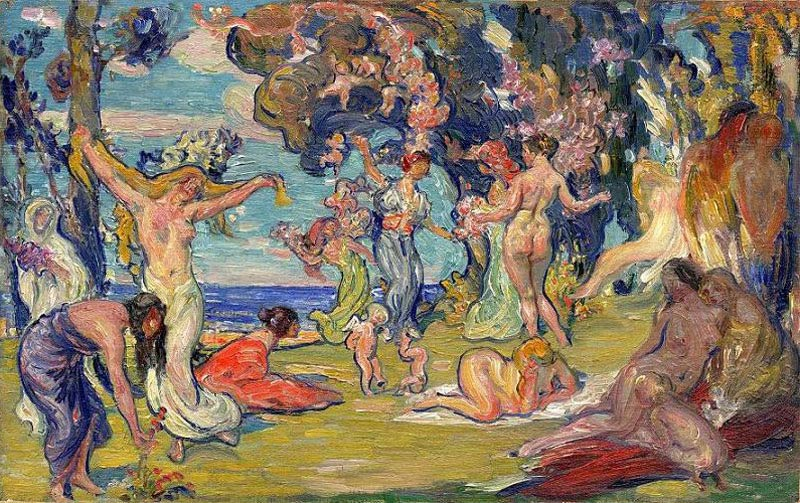
Arkādija, par Janis Rozentāls, 1916